# どんぴしゃ
どんぴしゃは、かつて吉本興業福岡支社に所属していたお笑いコンビ。2003年4月結成、2018年10月解散。

## メンバー
- あかみねとんぼ（1976年8月15日 - ）大分県出身、49歳。B型。本名・旧芸名は赤峯 康一。
- 森本ちゃん（もりもとちゃん、1971年10月20日 - ）福岡県出身、53歳。A型。本名・旧芸名は森本 徳久、森本 のりひさ。

## 来歴
それぞれ、ピン芸人として1996年の6月に森本が、10月に赤峯が7期生として吉本興業福岡事務所に入所。赤峯は佐藤哲夫（現・パンクブーブー）とコンビ「モンスターズ」として、森本はピン芸人として活動していた。
2003年にコンビ結成。東京に進出したポスト華丸・大吉の位置に就いていた。
2008年4月から東京吉本に移り、活動の拠点を東京に移したが、2013年4月からは福岡に戻り、再度ローカルタレントとして活動した。M-1グランプリでは2015から2017まで3年連続で3回戦に進出。
2018年10月いっぱいで解散。あかみねは事務所を退所しフリーの芸人として活動しながら、福岡市中央区警固でラーメン屋を経営している。
一方、森本は芸名を「いっちゃく先生」に改名し福岡吉本に残留。その後は主に福岡県内の競艇場で開催されているレースのYouTube配信を中心としてボートレース関係の仕事をメインに活動を続けていたが、2024年限りで吉本興業を退所して独立した。

## 人物
- 二人ともモノマネが得意である。赤峯は長渕剛の真似が得意で、かつては博多華丸と路上ライブを行ったこともあった。森本は王貞治の形態模写を得意としている。他にも赤峯は中居正広、森本は立川志の輔が出来る。
- 赤峯は夢を追っている若者に理解があるという焼肉店でアルバイトをしていた。同じ店にはパンクブーブーの黒瀬も勤務していた。
- 森本はYouTube内でファンからボケじじいとイジられ喜んでいる。また、事実じゃない情報をYouTubeで発言して共演者や視聴者に突っ込まれる事も快感にしている。

## 出演番組
- ナイトシャッフル（福岡放送）
- めんたいワイド（福岡放送）
- バクタレ!（福岡放送）
- 福岡すっぴんツアー!（福岡放送）
- 爆笑オンエアバトル（NHK）戦績0勝1敗 最高369KB
- ぐるぐるナインティナイン（日本テレビ、2009年1月1日）「おもしろ荘へいらっしゃい!」のコーナー
- よしもとモノマネGP（毎日放送、2009年2月21日）
- オンバト+（NHK）戦績2勝1敗 最高493KB
- あるあるCity ドリーム☆レディオ（エフエム福岡）

あかみねのみ
- 金曜トレビアン（福岡放送、メインMC）
- ハナキン通1丁目（福岡放送、金曜トレビアンの前身番組）
- しんや君金曜（テレビ西日本）
- ナ・ニ・ス・ル？（テレビ西日本）
- とんぼと奈生の午前1時の向こう側（エフエム福岡）
- 福岡人志、 松本×黒瀬アドリブドライブ（FBS福岡放送）
- 孤独のグルメ Season4 特別編    （2014年8月9日、テレビ東京）  - サラリーマン2 役

森本のみ
- 空とぶヒヨコ（テレビ西日本、キャラクター「めん太」の声を担当）
- とんねるずのみなさんのおかげでした（フジテレビ、博士と助手〜細かすぎて伝わらないモノマネ選手権〜第7回大会に福岡会場で参加、オンエアを果たす）
- 第73回NHK紅白歌合戦（白組 郷ひろみ GO!GO!50周年!!SPメドレー）
- 孤独のグルメ Season4 特別編    （2014年8月9日、テレビ東京）  - サラリーマン3 役